# 上り田地
上り田地（あがりでんち）とは、江戸時代に農民が欠落などの逃亡行為を行ったために、公儀・領主によって没収された田地のこと。

## 概要
欠落などによって、耕作者のいなくなった田地は、当初は無条件に没収されて上り田地とされていたが、後には親類・縁者に命じて相続させて引き続き耕作・年貢の納付が行わせることとなり、その田地を継承すべき者がいないばあいには、上り田地とした。こうした逃亡行為を行う者は、年貢の未進状態にある場合が多く、その場合には上り田地を入札して売却代金によって清算を行われた。また、年貢の未進がなくても一定の要件を持つ債権者がいる場合には、入札して返済に充てられるか、田地そのものを質流の扱いにして債権者に渡された。いずれの状況にも無い場合、あるいは全ての田地を入札せずに清算が行われた場合の残された田地、また債務が地主に対する未進の小作料であった場合など未進・債務があっても売却・質流が実施されなかった場合については、村惣作や小作に出され、未進・債務が残されている場合にはその収入から清算が行われた。逃亡した当人が戻ってきた場合、あるいは相続させるべき親類・縁者が新たに見つかった場合には、その者への返還・譲渡が行われた。なお、村惣作・小作状態が長期化して、本人の帰還・相続人の発見が困難な（かつ未進・債務が存在しない）場合には入札が実施された。